# Walter Elflein
Walter Elflein (10 de dezembro de 1914 - 30 de dezembro de 2000) foi um oficial alemão que serviu no Deutsches Heer durante a Segunda Guerra Mundial. Foi condecorado com a Cruz de Cavaleiro da Cruz de Ferro com Folhas de Carvalho.

## Condecorações
| Cruz de Ferro (1939) 2ª Classe                                   | 5 de dezembro de 1939  |
| Cruz de Ferro (1939) 1ª Classe                                   | 1 de julho de 1941     |
| Distintivo de Feridos (1939) em Preto                            |                        |
| Distintivo de Feridos (1939) em Prata                            |                        |
| Distintivo de Feridos (1939) em Ouro                             | 5 de dezembro de 1943  |
| Distintivo da infantaria de assalto                              | 13 de setembro de 1941 |
| Medalha da Frente Oriental                                       |                        |
| Cruz Germânica em Ouro                                           | 26 de dezembro de 1941 |
| Cruz de Cavaleiro da Cruz de Ferro                               | 8 de outubro de 1943   |
| Cruz de Cavaleiro da Cruz de Ferro com Folhas de Carvalho nº 347 | 5 de dezembro de 1943  |